# 李桂芳 (越剧)
李桂芳（1893年—1943年），原名沈桂芳，生于浙江省嵊县，越剧男演员。1920年代，前往上海演出。擅演包公戏，代表剧目有《打銮驾》《梅龙镇》等。1940年，办女子越剧科班鸿兴舞台，毕春芳、茅胜奎等皆为其学生。1943年，李桂芳病故，鸿兴舞台随之解散。